# Hymenolobium elatum
Hymenolobium elatum är en ärtväxtart som beskrevs av Adolpho Ducke. Hymenolobium elatum ingår i släktet Hymenolobium och familjen ärtväxter. Inga underarter finns listade i Catalogue of Life.